# Chlorogomphus iriomotensis
Chlorogomphus iriomotensis је инсект из реда Odonata.

## Угроженост
Ова врста је наведена као последња брига, јер има широко распрострањење и честа је врста.

## Распрострањење
Ареал врсте је ограничен на једну државу. 
Јапан је једино познато природно станиште врсте.

## Станиште
Станишта врсте су шуме, планине и слатководна подручја.